# Maria Antonia av Bägge Sicilierna (1814–1898)
Maria Antonia av Bägge Sicilierna, född 19 december 1814 i Palermo, död 7 november 1898 i Gmunden, var storhertiginna av Toscana; dotter till Frans I av Bägge Sicilierna, gift 1833 med storhertig Leopold II av Toscana. 

## Biografi

### Tidigt liv
Maria Antonia utsågs till brud av Leopold sedan hans första två fruar dött utan att ha fött en manlig arvinge. Hon stod nära sin bror och svägerska och lämnade Neapel med saknad. 

### Storhertiginna av Toscana
Hon gjorde succé vid hovet i Florens med sin skönhet, men hade svårt att finna sig tillrätta i Toscana, där den allmänna standarden var högre än i Neapel, och skapade avstånd till allmänheten genom sitt uttalande: "Det finns inga fattiga i Florens". 
Hon var starkt religiös och särskilt intresserad av kulten kring Sankta Filomena, men trots att hon var ganska obildad var hon även intresserad av konst; hon agerade beskyddare för konstnärer, besökte dem i deras ateljéer och fick en blomma namngiven efter sig. Hon grundade en del kyrkor och skolor. 
Under upproret 1848 lämnade hon Florens med barnen före maken och reste till Siena, och följde sedan maken till Gaeta, där de mottogs av påven; de återvände 1849. Vid återkomsten förhindrade hon med sitt konservativa inflytande alla nödvändiga reformer. 

### Senare liv
1859 utslungades "vulgära förolämpningar" mot henne, militären gjorde myteri och oberoende råd utropades i stad efter stad. Hon och större delen av familjen tog plats i Forte Belvedere medan maken förhandlade med upprorsledarna via Sardiniens ambassad; då han fick erbjudandet att välja mellan att abdikera och stanna kvar eller vägra abdikera och lämna landet, rådde hon honom att abdikera med orden att om de reste nu skulle de aldrig kunna återvända. Han beslöt att resa, och de kunde lämna Toscana under fredliga former och blev rent av avvinkade av allmänheten. Familjen reste till Österrike där de omhändertogs av hennes släkting Frans Josef I av Österrike. Hon återvände 1893 till Florens och blev då glatt välkomnad.

## Barn
- Ärkehertiginnan Maria Isabella av Toscana (1834-1901). Gift med sin morbror Francesco di Paola, hertig di Trapani, yngste son till Frans I av Bägge Sicilierna och Maria Isabella av Spanien.
- Ferdinand IV av Toscana (1835–1908)
- Ärkehertiginnan Maria Theresa av Toscana (1836-1838)
- Ärkehertiginnan Maria Christina av Toscana (1838-1849)
- Ärkehertig Karl Salvator av Toscana (1839-1892). Gift med Maria Immaculata av Bägge Sicilierna, dotter till Ferdinand II av Bägge Sicilierna och Maria Theresa av Österrike.
- Ärkehertiginnan Maria Anna av Toscana (1840-1841)
- Ärkehertig Rainer av Toscana (1842-1844)
- Ärkehertiginnan Maria Louisa av Toscana (1845-1917). Gift med furst Karl zu Ysenburg.
- Ärkehertig Ludwig Salvator av Toscana (1847-1915) ogift
- Ärkehertig Johann Salvator av Österrike-Toscana (1852-1890(?)) rapporterad försvunnen till sjöss 1890). Det fanns spekulationer att han överlevt och levde under ett alias (Johann Orth).